# Yacouba Komara
Yacouba Komara (ur. 8 stycznia 1971) – iworyjski piłkarz grający na pozycji pomocnika. W swojej karierze rozegrał 13 meczów i strzelił 1 gola w reprezentacji Wybrzeża Kości Słoniowej.

## Kariera klubowa
W swojej karierze piłkarskiej Komara grał w klubie Africa Sports. Wywalczył z nim dwa mistrzostwa kraju w latach 1996 i 1999 oraz zdobył trzy Puchary Wybrzeża Kości Słoniowej w latach 1993, 1998 i 2002.

## Kariera reprezentacyjna
W reprezentacji Wybrzeża Kości Słoniowej Komara zadebiutował 19 sierpnia 1990 w wygranym 2:0 meczu kwalifikacji do Pucharu Narodów Afryki 1992 z Mauretanii, rozegranym w Abidżanie. W 1994 roku został powołany do kadry na Puchar Narodów Afryki 1994. Na nim zajął z Wybrzeżem 3. miejsce. Na tym turnieju rozegrał jeden mecz, o 3. miejsce z Mali (3:1). Od 1990 do 1999 rozegrał w kadrze narodowej 13 meczów i strzelił 1 gola.